# ダヴィド・S. シュレベール
ダヴィド・セルバン＝シュレベール（David Servan-Schreiber, 1961年4月21日 – 2011年7月24日）は、フランスの医師、神経科学者、著述家である。彼はピッツバーグ大学医学部の精神医学教授であり、リヨン第一大学の講師も務めた。

## 主要著作等
- がんに効く生活―克服した医師の自分でできる「統合医療」、NHK出版、ISBN：9784140813508
- フランス式「うつ」「ストレス」完全撃退法、アーティストハウスパブリッシャーズ、ISBN：9784048981385

| スタブアイコン | サブスタブ | この項目は、まだ閲覧者の調べものの参照としては役立たない、人物に関連した書きかけの項目です。この項目を加筆・訂正などしてくださる協力者を求めています（P:人物伝/PJ:人物伝）。 |